# Agrostis hirta
Agrostis hirta är en gräsart som beskrevs av Jan Frederik Veldkamp. Agrostis hirta ingår i släktet ven, och familjen gräs.
Artens utbredningsområde är Papua Nya Guinea. Inga underarter finns listade i Catalogue of Life.